# Reinhold Meyer (Jurist)
Reinhold Meyer (* 29. Februar 1912 in Memel; † 21. Dezember 1992 in Darmstadt) war von 1964 bis 1977 Präsident des Posttechnischen Zentralamtes in Darmstadt.

## Leben
Reinhold Meyer wurde als Sohn des Stadtschulrats Richard Meyer und seiner Ehefrau Anna, geb. Mattejat geboren. Er besuchte das Luisengymnasium in Memel und die Herderschule in Heydekrug, an der er im März 1930 die Reifeprüfung bestand. Meyer studierte darauf bis 1934 Rechts- und Staatswissenschaften an der Ruprecht-Karls-Universität Heidelberg und Albertus-Universität Königsberg und schloss sein Studium mit einer Doktorarbeit Die Staatensukzession und ihre Wirkungen bei Abtretung des Memelgebiets ab.
Gleichzeitig bestand Meyer im Dezember 1933 am Oberlandesgericht in Königsberg die erste juristische Prüfung und wurde im Januar 1934 als Gerichtsreferendar dem Amtsgericht Prökuls zur Ausbildung überwiesen.
Nach seinem Studium zum Dr. jur. trat er 1937 in den Dienst der Deutschen Reichspost ein. Als Abteilungsleiter arbeitete er in Berlin bei verschiedenen Ämtern. Zwischen 1940 und 1945 nahm er als Soldat am Zweiten Weltkrieg teil. Nach seiner sowjetischen Gefangenschaft kehrte er 1949 zu seiner nach Bremen geflüchteten Familie zurück. Bei der dortigen Oberpostdirektion war er Referatsleiter und ab 1954 Referatsleiter im Bundespostministerium. Die Beförderung zum Ministerialrat erfolgte 1960.
In seine Amtszeit als Präsident des PTZ vom 1. März 1964 bis 28. Februar 1977 fiel unter anderem die Einführung der Datenverarbeitung in der Verwaltung und bei den Postgiro- und Postsparkassenämtern.

## Auszeichnungen
- 1977: Großes Verdienstkreuz des Verdienstordens der Bundesrepublik Deutschland

## Werke
- Das Posttechische Zentralamt; Archiv für das Post- und Fernmeldewesen, 1974
- Mitherausgeber des Handwörterbuch des Postwesens. 3. Auflage, Berlin 1971
- Der Zustelldienst bei der Deutschen Bundespost – Organisation und Betriebsgestaltung; Josef-Keller-Verlag, Starnberg, 1963
- Probleme des Zustelldienstes; Josef-Keller-Verlag, Starnberg, 1957
- Rationalisierung im Postdienst; Josef-Keller-Verlag, Starnberg, 1955